# Estádio Maktoum bin Rashid Al Maktoum
Maktoum Bin Rashid Al Maktoum Stadium (em árabe: ملعب مكتوم بن راشد آل مكتوم) é um estádio multiuso em Dubai, nos Emirados Árabes Unidos. Atualmente é usado principalmente para jogos de futebol e serve como estádio da antiga Al Shabab Al Arabi Club do Campeonato Emiradense de Futebol, mas depois que o Al Shabab se fundiu com o Al Ahli e Dubai para formar o Shabab Al-Ahli Club, um estádio secundário para o Shabab Al Ahli. O estádio tem 12.000 espectadores

## Copa da Ásia de 2019
O Estádio Maktoum bin Rashid Al Maktoum sediará cinco partidas da Copa da Ásia de 2019, incluindo uma partida das oitavas de final.
| Data                  | Hora  | Mandante       | Resultado | Visitante       | Fase             | Público |
| --------------------- | ----- | -------------- | --------- | --------------- | ---------------- | ------- |
| 8 de janeiro de 2019  | 20:00 | Arábia Saudita | Jogo 9    | Coreia do Norte | Grupo E          |         |
| 11 de janeiro de 2019 | 15:00 | Palestina      | Jogo 16   | Austrália       | Grupo B          |         |
| 13 de janeiro de 2019 | 20:00 | Turcomenistão  | Jogo 24   | Uzbequistão     | Grupo F          |         |
| 16 de janeiro de 2019 | 17:30 | Quirguistão    | Jogo 30   | Filipinas       | Grupo C          |         |
| 22 de janeiro de 2019 | 17:00 | 1° de C        | Jogo 43   | 3º de A/B/F     | Oitavas de Final |         |